# Лесное (Покровский район)
Лесное (укр. Лісне) — село,
Великомихайловский сельский совет,
Покровский район,
Днепропетровская область,
Украина.
Код КОАТУУ — 1224283403. Население по переписи 2001 года составляло 27 человек .

## Географическое положение
Село Лесное находится на правом берегу реки Каменка, которая через 2 км впадает в реку Волчья,
выше по течению на расстоянии в 4,5 км расположено село Подгавриловка.
На реке большая запруда.
К селу примыкает лесной массив (сосна).

## История
- 1776 — дата основания.